# Caño Guanaparo
Caño Guanaparo (drugi naziv Guanare Viejo) je rijeka u Venezueli. Pritoka je rijeke Guanare. Pripada porječju rijeke Orinoco.